# Dohee – Weglaufen kann jeder
Dohee – Weglaufen kann jeder (Originaltitel: Dohui-ya, häufig auch Dohee-ya, international auch:
A Girl at My Door) ist das Filmdebüt der südkoreanischen Regisseurin July Jung aus dem Jahr 2014.

## Handlung
Die Polizistin Lee Young-nam wird von Seoul in die Stadt Yeosu versetzt und übernimmt dort den Posten der Polizeichefin. Gleich zu Anfang fällt ihr das Mädchen Do-hee auf, das von ihren Mitschülern und ihrem Vater geschlagen wird. Nachdem ihr Vater Yong-ha nicht aufhört, sie zu schlagen, nimmt Young-nam das Mädchen bei sich bis zum Sommer auf, um sich um sie zu kümmern und vor ihrem Vater zu beschützen. So erlebt das Mädchen erstmals ein normales Leben, ohne ständig geschlagen und beschimpft zu werden.
Eines Tages kommt Young-nams Freundin aus Seoul. Als sich beide küssen, fährt Yong-ha mit seinem Auto vorbei und sieht beide. Anfangs sagt er nichts, doch als Young-nam Do-hee mit dem Ende der Sommerferien zurückschickt, erzählt er seiner Tochter, dass Young-nam lesbisch sei. So zeigt Yong-ha Young-nam an mit dem Vorwurf des Missbrauchs an Do-hee. Auf der Polizeistation sagt Do-hee gegen Young-nam aus und so kommt letztere ins Gefängnis. Als Do-hee diese Konsequenzen erfährt, dass Young-nam im Gefängnis ist, ihr Vater aber nicht, täuscht sie in der Nacht vor, von ihrem Vater vergewaltigt zu werden. Die Polizei nimmt ihn fest, Do-hee revidiert ihre Aussage über Young-nam gegenüber der Polizei, so dass diese wieder frei kommt. Zum Schluss verlassen beide gemeinsam die Stadt.

## Rezeption
Dohee erhielt überwiegend positive Kritiken. Auf den Internationalen Filmfestspielen von Cannes 2014 lief der Film im Programm Un Certain Regard und erhielt stehende Ovationen. Nach Maggie Lee nehme der Film einen weiblichen Blickpunkt auf weibliche Beziehungen ein. Lee lobte die Leistung der Hauptdarsteller und bezeichnet Kim Sae-ron als „elektrisierend“. Pierce Conran beschrieb den Film als „sorgfältig ausgeführt und bestückt mit Metaphern“ und „koreanisches Kino vom Feinsten“. Außerdem sei July Jung ein großes Nachwuchstalent als Regisseurin. Jung sagte, sie wollte einen Film mit einsamen Personen machen und zeigen, wie sich diese gegenseitig besänftigen. Nach Claire Lee zeige der Film eindringlich soziale Aspekte der koreanischen Gesellschaft, einschließlich Homosexualität, Themen ländlicher Regionen sowie Immigration und Arbeit.
Clarence Tsuis (The Hollywood Reporter) Kritik fiel mäßig aus. Der Film vermeide zwar Sensationalismus und befasse sich gleich mit mehreren sozialen Themen, doch sei Baes Leistung fast ausdruckslos. Peter Bradshaw vom Guardian gab dem Film 3 von 5 Sternen. Der Film könne auch der Pilot für eine sehr düstere Fernsehserie sein. Tara Brady von der Irish Times war euphorischer und vergab 4 Sterne für den Film. Dabei lobte sie die Kameraführung von Kim Hyun-seok. Für Paul Byrnes von der Sydney Morning Herald kritisiere A Girl at My Door das Patriarchat in Südkorea. Der Film sei eine der größten Überraschungen in Cannes im Jahr 2014 gewesen.

## Auszeichnungen
- Goldener Hahn: Beste Schauspielerin in einem fremdsprachigen Film für Bae Doona[10]
- 23. Buil Film Awards: Beste neue Regisseurin für July Jung[11]
- Stockholm International Film Festival: Bester Debütfilm für July Jung[12][13]
- Blue Dragon Award: Beste Nachwuchsdarstellerin für Kim Sae-ron[14]
- Asian Film Award: Beste Hauptdarstellerin für Bae Doona[15]
- Wildflower Award: Bestes Drehbuch (Szenario) für July Jung[16]
- Paeksang Arts Award: Beste Nachwuchsregisseurin für July Jung[17]